# هنري أوسكار هوتون
هنري أوسكار هوتون (بالإنجليزية: Henry Oscar Houghton)‏ هو ناشر وطباع وسياسي أمريكي، ولد في 30 أبريل 1823 بساتون في الولايات المتحدة، وتوفي في 25 أغسطس 1895.